# ザ・フォーラム (アリーナ)
ザ・フォーラム（The Forum）は、アメリカ合衆国カリフォルニア州イングルウッドに所在する屋内競技場。単にフォーラム（The Forum）、あるいはLAフォーラムと呼ばれる場合もある。

## 概要
1967年から1999年まで、NBAのロサンゼルス・レイカーズおよびNHLのロサンゼルス・キングズの本拠地として使用され、1997年から2002年までWNBAのロサンゼルス・スパークスの本拠地として使用された。いずれのチームもステイプルズ・センターに本拠地を移転している。また、1984年ロサンゼルスオリンピックでは、バスケットボール競技が行われ、開催国のアメリカが男女揃って金メダルを獲得した。
2010年12月に所有者がマディソン・スクエア・ガーデン社に譲渡した。
ボクシングでは、ウンベルト・ゴンザレス対マイケル・カルバハルのライトフライ級ミリオンマッチをはじめ、ファン・マヌエル・マルケス、ラファエル・マルケスなどの試合が行われ、メキシコのボクサーのアメリカでの聖地として名を挙げた。また、多くの名選手が負けた試合会場として、番狂わせの館と言われている。1987年12月17日の試合を最後にフォーラム・ボクシング（定期的にイベントを開催したプロモーター）が撤退。その後は2014年5月17日に、ファン・マヌエル・マルケスVSマイク・アルバラードとの試合で17年ぶりに復活。また、東海岸を主戦にしたゲンナジー・ゴロフキンが本格的に進出して、年に1,2回程度（大体は春頃の開催。年間の初戦か第2戦目限定）であるが、定期的なイベントを復活させた。